# Santa Càndia
Santa Càndia és un temple al terme municipal d'Orpí (Anoia) catalogat a l'Inventari del Patrimoni Arquitectònic de Catalunya.
L'edifici, del 1368, forma part del nucli de les cases de Santa Càndia. Ha estat recentment restaurada per la Diputació de Barcelona i s'hi venera una imatge de la santa, policromada. Edifici d'una nau, planta rectangular acabada en un absis pentagonal. Campanar d'espadanya. Carreus quadrats irregulars. Interessant clau de volta exterior. La portalada, del mateix estil, és l'únic element que conté treballat. La matge de Santa Càndida és una talla policromada en vermell, blau, etc. Llueix una corona i un collaret, amb la mà dreta agafa un llibre i amb l'esquerra una fulla de palma. Sembla ser representada més com una reina que no pas una santa. Consta l'existència d'una imatge més antiga, de pedra, que és custodiada a una casa del poble.